# 崔威
崔威（1983年4月7日—），是中国足球运动员，司职后卫，现效力于中国足球甲级联赛球队北京八喜。

## 俱乐部生涯
崔威曾长期效力于北京国安，1999年下半年受益于杨晨转会法兰克福附加条款，赴德国法兰克福少年队培训半年。2007年由于张永海的到来而失去位置，次年转会至长春亚泰。虽然获得了一定的出场机会，并且在亚冠中有进球，但是仍未占据主力，2009年赛季开始前被租借到广州医药，赛季结束后回归长春亚泰，但很快就和球队解约。
2013年2月，崔威和中国足球甲级联赛球队北京八喜签约。